# Резня в Кинду

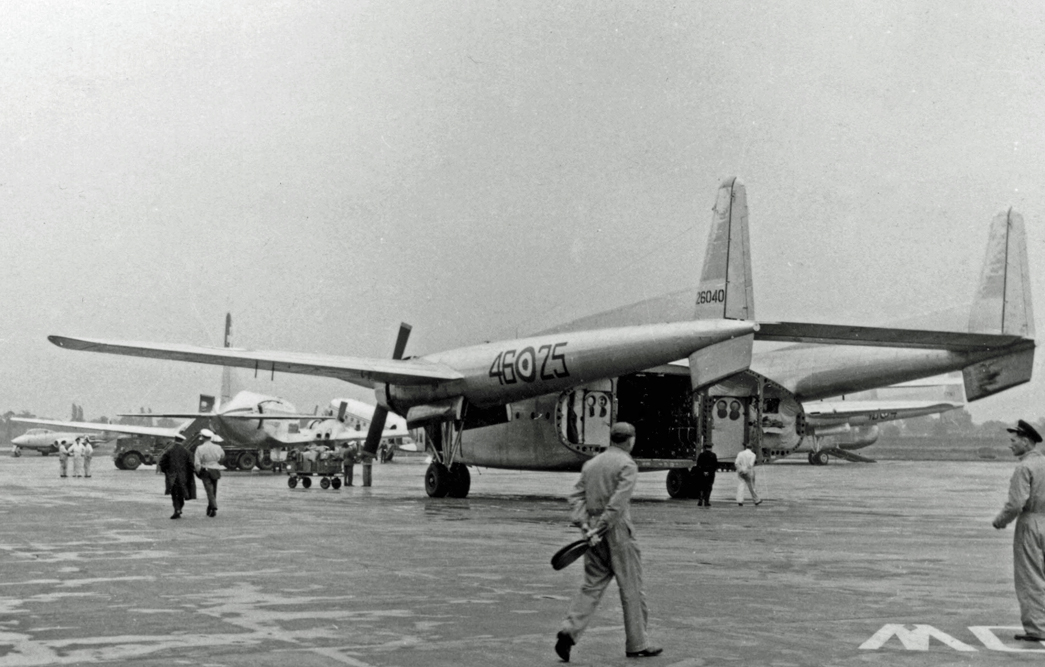
Fairchild C-119G итальянской 46-й авиабригады.

Резня в Кинду, также зверство в Кинду — трагедия, которая произошла 11 — 12 ноября 1961 года в Кинду (Республика Конго-Леопольдвиль, бывшее Бельгийское Конго), когда тринадцать членов экипажей двух итальянских самолётов из состава миссии ООН были убиты правительственными войсками.
Итальянские авиаторы пилотировали двухмоторные транспортные самолёты Fairchild C-119 Flying Boxcar 46-й авиабригады, базировавшихся на аэродроме Пизы.

## Ход событий
По состоянию на ноябрь 1961 года в Конго работали два итальянских экипажа C-119. Утром 11 ноября они вылетели из столичного Леопольдвиля (ныне Киншаса) для снабжения небольшого малайзийского гарнизона ООН, контролирующего аэродром недалеко от Кинду.
После 14:00 итальянцы достигли пункта назначения. Тем временем среди солдат правительственного гарнизона Кинду распространились слухи, что сюда вот-вот десантируются подразделения катангских сепаратистов. В этой связи итальянскую авиацию они восприняли как самолёты противника. К аэропорту прибыли 2000 конголезских солдат, которые предполагали выбить оттуда катангцев. Малазийцы дали бой правительственным войскам, но были быстро разгромлены. Итальянцы попытались забаррикадироваться в здании, после чего их задержали конголезские военные.
Иностранцев обвинили в поставках оружия сепаратистам. Проправительственные силы распространили слухи о том, что итальянские авиаторы летели в сторону Катанги и были обманом вынуждены приземлиться в Кинду персоналом диспетчерской вышки; однако как выяснил через несколько дней специальный корреспондент итальянской газеты La Stampa Альберто Ронче, диспетчерская вышка вышла из строя за несколько месяцев до событий.
В сумерках пленных итальянских лётчиков расстреляли (один авиатор был убит ранее днём при неудачном побеге). Затем толпа схватила тела и изрезала их мачете.
Убитые были похоронены в двух длинных и тесных ямах на кладбище Токолоте, небольшой деревни недалеко от реки Луалаба, на опушке леса. Останки итальянцев обнаружили в феврале 1962 года.

## Погибшие
Ниже приведены имена членов экипажей.
- Онорио Де Лука, 25 лет;
- Филиппо Ди Джованни,42 года (во время Второй мировой войны член экипажа торпедоносца Regia Aeronautica, был в плену у американцев);[5]
- Армандо Фаби, 30 лет;
- Джулио Гарбати, 22 года;
- Джорджио Гонелли, 31 год;
- Антонио Мамоне[итал.], 28 лет;
- Мартано Маркаччи, 27 лет;
- Наццарено Квадрумани, 42 года (ранее служил в Regia Aeronautica);
- Франческо Пага, 31 год;
- Амедео Пармеджиани, 43 года (бывший боец 21-й группы Качча Regia Aeronautica, ветеран Русской, Сицилийской и Итальянской кампаний);
- Сильвестро Поссенти, 40 лет (ветеран Regia Aeronautica);
- Франческо Паоло Ремотти, 29 лет;
- Никола Стильяни, 30 лет[6].

В 2007 году родственникам жертв была присуждена компенсация.

## Реакция
13 ноября генерал войск ООН Виктор Лундула направил в Кинду двух армейских чиновников в сопровождении двух офицеров-миротворцев для расследования инцидента. Полковник конголезской армии Пакасса отказался пустить их на место событий и заявил, что итальянцы сбежали из-под стражи его солдат.
После миссия ООН усилила свой гарнизон в Кинду и немедленно приготовилась разоружить конголезских солдат. Новость об этой акции привела в ярость министров центрального правительства. Премьер-министр Сирил Адула провёл закрытое заседание, после которого осудил действия миротворцев и объявил их комиссию по расследованию ненужной.
Позже Пакасса был арестован Лундулой, но виновные в убийствах так и не были наказаны.

## Память
В 1994 году убитые лётчики были награждены Золотой медалью «За боевую доблесть».
У входа в аэропорт Леонардо да Винчи-Фьюмичино в Риме установлен памятник жертвам трагедии. Ещё один установлен в Пизе.